# Abu Tahsin al-Salhi
Abu Tahsin al-Salihi (em árabe: أبو تحسين الصالحي‎; 1 de julho de 1953 — Hawija, 29 de setembro de 2017) foi um atirador de elite veterano iraquiano. Um voluntário das Forças de Mobilização Popular do Iraque, ele é creditado por matar mais de 384 membros do Estado Islâmico durante a Guerra Civil Iraquiana, recebendo os apelidos de “O Xeque dos Atiradores de Elite” e “Olho de Falcão”.
Antes da Guerra Civil Iraquiana, al-Salihi lutou na Guerra do Yom Kippur, na Guerra Irã-Iraque, na invasão do Kuwait, na Guerra do Golfo e na invasão do Iraque em 2003. De acordo com al-Salihi, na Guerra do Yom Kippur ele fazia parte de uma brigada iraquiana que lutava nas Colinas de Golã. Por volta de maio de 2015, al-Salihi juntou-se às Forças de Mobilização Popular e estava quedado nas montanhas Makhoul, no norte do Iraque, armado com um rifle Steyr. Al-Salihi começou a lutar contra o ISIS em Jurf Al Nasr. Ele foi treinado nas suas habilidades de atirador pelos militares russos.

## Vida
Abu Tahsin al-Salihi nasceu Ali Jiyad Obaid al-Salihi (em árabe: علي جياد عبيد الصالحي) e era conhecido por seu nome de guerra Olho de Falcão ou pelo tecnônimo Abu Tahsin. Al-Salihi nasceu em 1953, teve onze filhos, cinco meninas e seis meninos. Al-Salihi era um muçulmano xiita. Ele viajou para o Kuwait na década de 1970 e trabalhou em muitos empregos lá, dois dos quais como pastor de vacas e camelos. Tinha um rifle francês para se proteger, com o qual caçava coelhos, ganhando conhecimentos de caça e tiro.[carece de fontes?]

## Carreira militar
Meses antes da Guerra do Yom Kippur na década de 1970, ele foi indicado para viajar à Bielorrússia para treinar em um curso e ficou em segundo lugar.[carece de fontes?]  A primeira guerra em que lutou foi a Guerra do Yom Kippur em 1973, onde esteve nas Colinas de Golã, na 5.ª brigada montanhosa. A segunda guerra em que ele lutou foi a Segunda Guerra Curdo-Iraquiana em 1974. Desde o início da revolta até 2014, ele se juntou à brigada de Sadr onde participou da libertação de muitas províncias no Iraque, mas não se encaixou bem nesta brigada, então ele se juntou a Liwa Ali Al Akbar e foi ali que suas habilidades começaram a aparecer. Ele teve 384 mortes confirmadas.

## Morte
De acordo com o porta-voz das Forças de Mobilização Popular, al-Salihi foi morto enquanto avançava sobre Hawija no Iraque. Seu funeral ocorreu em 30 de setembro de 2017.